# Catalogue of North American Plants North of Mexico
Catalogue of North American Plants North of Mexico (abreviado Cat. N. Amer. Pl.) es un libro de botánica que fue escrito por el naturalista estadounidense Amos Arthur Heller y publicado con el nombre de Catalogue of North American plants North of Mexico, exclusive of the lower Cryptogams en el año 1898.